# کاک
کاک نوعی شیرینی سنتی کرمانشاهی است. این شیرینی در لیست میراث معنوی استان کرمانشاه ثبت شده است. این شیرینی سوغات شهر کرمانشاه محسوب می‌شود. پخت کاک از کرمانشاه فراتر رفته و در استان‌های همجوار مانند ایلام، کردستان و لرستان نیز پخته می‌شود. همچنین نوعی شیرینی مشابه کاک به نام یوخه در شیراز پخته می‌شود.
شیرینی کاک از لایه‌های بسیار نازک خمیر است که با استفاده از ساچ‌های مخصوص درست می‌شود. کاک، سبک، خوش‌مزه و پرانرژی است. کاک را از آرد گندم، شکر یا آرد قند، تخم مرغ، دارچین، روغن، هل و آب درست می‌کنند. برای زیباتر شدن و افزودن طعم به این شیرینی، روی آن را با پودر پسته، نارگیل و خلال بادام تزیین می‌کنند.
پروندهٔ طرز تهیه شیرینی محلی «کاک» کرمانشاهی در جریان برگزاری هفتمین اجلاس سراسری شورای سیاست‌گذاری ثبت آثار معنوی به لیست میراث معنوی استان کرمانشاه پیوست.

## ریشهٔ واژه
واژهٔ کاک از واژهٔ عربی کعک (به معنی بیسکویت، کوکی) گرفته شده که آن نیز از واژهٔ آرامی کعکا (כַּעְכָּא/ܟܥܟܐ - kaʿkā، به معنای کیک، نان) و آن نیز به نوبهٔ خود از واژهٔ اکدی کُککو (𒈖 - kukku، به معنای کیک، نان، شیرینی، تکه خمیر) و نهایتاً آن نیز از واژهٔ سومری گوگ (𒈖 - gug، به معنای پیشکش، کیک) گرفته شده است. این کلمات و کلمات سرگردان گسترده‌ای که در بسیاری از خانواده‌های زبانی یافت می‌شود، کک و ـق (ꜥkk و ꜥq، نوعی نان) در زبان مصری و واژهٔ نیاهندواروپایی گَگ-/گُگ- (*gag- / *gōg-، به معنای جسم گرد و توپی شکل، تکه، توده) احتمالاً هم‌خانواده‌های دور واژهٔ انگلیسی کیک (Cake) نیز باشند.

## شیرینی‌های مشابه
نوعی شیرینی مشابه کاک در شیراز پخته می‌شود که به آن یوخه یا نان یوخه گفته می‌شود. هرچند کاک کرمانشاه و یوخه شیراز به هم شبیه هستند، نحوهٔ تهیه این دو شیرینی تفاوت‌هایی دارد و ضخامت لایه‌های یوخه شیراز نیز کمتر از کاک کرمانشاه است.